# My Freighter Airlines
My Freighter Airlines (kurz My Freighter) ist eine usbekische Frachtfluggesellschaft mit Sitz in Taschkent und Basis auf dem Flughafen Taschkent.

## Geschichte
Die Gesellschaft wurde 2019 als Tochtergesellschaft der Centrum Holding gegründet; der Flugbetrieb mit eigenen Maschinen startete jedoch erst mit dem Erhalt des ersten Flugzeugs, einer Boeing 747-200F im Herbst 2022. Geplant war es, fünf weitere dieser Jumbo-Jets in die Flotte zu integrieren. Diese Pläne wurden jedoch aufgrund der allgemeinen Stagnation des (Luft-)Transportwesens in den Jahren 2022 und 2023 verworfen. Stattdessen wurde die Flotte von 2023 bis 2024 mit fünf Boeing 767-300 in der Frachtversion ausgebaut, die schon erhaltene Boeing 747-200F wurde im April 2024 wieder abgegeben. Anfang 2025 nahm das Unternehmen mit einer Boeing 757-200 in der Frachtversion sein erstes Schmalrumpfflugzeug in die Flotte auf.
My Freighter versteht sich als Teil der von China initiierten Neuen Seidenstraße. Das zeigt sich auch an vielen Flügen nach China, für die das Unternehmen im April 2024 die nötige Erlaubnis der chinesischen Luftfahrtbehörde bekam, und zahlreichen chinesischen Projektpartnern. In diesem Zug schloss die Gesellschaft Interlining-Abkommen mit der spanischen Air Europa und American Airlines aus den Vereinigten Staaten ab, um so Ostasien, hauptsächlich China, besser mit europäischen sowie nord- und südamerikanischen Destinationen zu verbinden.
Mit Stand Ende 2024 laufen Bemühungen des Unternehmens, Luftverkehrsbetreiberzeugnisse (AOCs) in zwei weiteren Ländern zu bekommen: In Ungarn und Saudi-Arabien. In Ungarn könnte die Gesellschaft ein europäisches Drehkreuz und eine Tochtergesellschaft aufbauen, um so den Luftverkehr zwischen Asien, vor allem China, und Europa auszubauen.

## Flugziele
My Freighter bietet Frachtflüge von Usbekistan nach Europa, in den Nahen Osten und nach China an. Damit stellt die Gesellschaft eine Verbindung zwischen Asien und Europa her. Das Unternehmen transportiert dabei unter anderem Fracht für große Online-Marktplätze wie Temu oder Alibaba.
In Zukunft soll neben Tashkent auch Navoi als Drehkreuz genutzt werden.

## Flotte

### Aktuelle Flotte
Mit Stand März 2025 besteht die Flotte der My Freighter Airlines aus sieben Flugzeugen:
| Flugzeug               | Anzahl | bestellt | Anmerkungen |
| ---------------------- | ------ | -------- | ----------- |
| Boeing 767-300ER(BCF)  | 4      | -        |             |
| Boeing 767-300ER(BDSF) | 2      | -        |             |
| Boeing 757-200 (PCF)   | 1      | -        |             |

Die Gesellschaft plant, die Flotte bis 2026 auf 20 Flugzeuge zu erweitern, mindestens fünf davon sollen Varianten der Boeing 767-300 sein.

### Ehemalige Flugzeugtypen
Bis April 2024 betrieb die Fluggesellschaft eine Boeing 747-200F mit dem Luftfahrzeugkennzeichen UK47088. Dabei handelte es sich um das erste Flugzeug der Gesellschaft.

### Flugbetrieb für Centrum Air
Neben ihren eigenen Frachtflügen betreibt My Freighter auch Passagierflüge der ebenfalls usbekischen Fluggesellschaft Centrum Air. Auch diese ist ein Tochterunternehmen der Centrum Holding. Die Centrum Air hat allerdings noch kein eigenes AOC, daher werden alle nationalen und internationalen Flüge durch My Freighter betrieben.
| Flugzeug                | Anzahl | bestellt | Luftfahrzeugkennzeichen | Konfigurierung | Anmerkungen |
| ----------------------- | ------ | -------- | ----------------------- | -------------- | ----------- |
| Airbus A319-100 neo ACJ | 1      |          | UK888                   | VIP            |             |
| Airbus A320-200         | 4      |          | UK32070                 | Y180           |             |
| Airbus A320-200         | 4      | UK32071  |                         | Y180           |             |
| Airbus A320-200         | 4      | UK32072  |                         | Y180           |             |
| Airbus A320-200         | 4      | UK32073  |                         | Y180           |             |
| Airbus A321-200 neo     | 1      |          | UK32130                 | Y221           |             |
| Airbus A321-200 neoX    | 1      |          | UK32131                 | Y216           |             |